# Норланд
Норланд (швед. Norrland) је шведска историјска земља лоцирана у северној Шведској.
Норланд је незванична шведска покрајина која обухвата 59% шведске територије и има 1.100.000 становника.

## Покрајине
У Норланду се налазе следеће историјске покрајине:
| - Вестерботен - Јемтланд - Јестрикланд - Лапонија - Меделпад - Норботен - Онгерманланд - Хелсингланд - Херједален | Вестерботен · Јемтланд · Јестрикланд · Лапонија · Меделпад · Норботен · Онгерманланд · Хелсингланд |